# Colección Fernando Eguidazu
La Colección Fernando Eguidazu es una colección de literatura popular, formada por más de 50.000 títulos de los siglos XIX y XX, estudiados y recopilados durante más de 40 años por Fernando Eguidazu.
Aunque la mayoría son novelas editadas en España, la colección consta también de publicaciones de México, Argentina, Estados Unidos o Francia. 

## Del folletín al bolsilibro
Parte de la colección de Fernando Eguidazu quedó recogida en el libro Del folletín al bolsilibro: 50 años de la novela popular española (1900-1950), que reproduce más de 300 portadas a todo color de folletines, revistas de literatura y novelas por entrega de la primera mitad del siglo XX. Desde la novela por entregas de 1900-1936 a los libros de bolsillo de la década de los 50. Con personajes como Nick Carter, Dick Turpin, Buffalo Bill, El Coyote, Fu-Manchú, Doc Savage.
Del folletín al bolsilibro: 50 años de la novela popular española (1900-1950) obtuvo el premio Ignotus al mejor libro de ensayo de 2009.
Años más tarde se publicó Biblioteca Oro. Editorial Molino y la literatura popular 1933-1956”. Eguidazu,F. González Lejárraga, A (Ediciones Ulises-CSIC. 2015).

## Exposición Hoy es Ayer
En 2013 Fernando Eguidazu cedió su colección a la Fundación Germán Sánchez Ruipérez.
La Fundación incorporó al fondo de Casa del Lector, para hacerla accesible a los investigadores y el público general, y en junio de 2013 inauguró la exposición Hoy es Ayer, que muestra parte de la colección y recorrerá diferentes espacios y ciudades. La exposición ha estado en Madrid y Peñaranda de Bracamonte.  En 2018 la colección se ha trasladado de la Casa del Lector (Fundación Germán Sánchez Ruipérez) de Madrid al Ibero-Amerikanisches Institut (Instituto Ibero-Americano) de Berlín.

## Fernando Martínez de la Hidalga
Asimismo, Fernando Eguidazu, bajo el seudónimo de Fernando Martínez de la Hidalga, coordinó y dirigió las obras “La novela popular en España” (Ediciones Robel, Madrid 2000), “La novela popular en España, 2” (Ed. Robel, Madrid, 2001), y “La ciencia ficción española” (Ed. Robel, 2002). Esta última obtuvo el premio Ignotus al mejor libro de ensayo de 2003. 
Para esas mismas obras escribió los siguientes capítulos:
- La novela popular en España
- La novela del Oeste
- Ilustraciones e ilustradores en la novela popular española
- A vueltas con la novela popular
- Un siglo de ciencia ficción española